# Thalassinidea
Die Einteilung der Lebewesen in Systematiken ist kontinuierlicher Gegenstand der Forschung. So existieren neben- und nacheinander verschiedene systematische Klassifikationen. 
Das hier behandelte Taxon ist durch neue Forschungen obsolet geworden oder ist aus anderen Gründen nicht Teil der in der deutschsprachigen Wikipedia dargestellten Systematik.

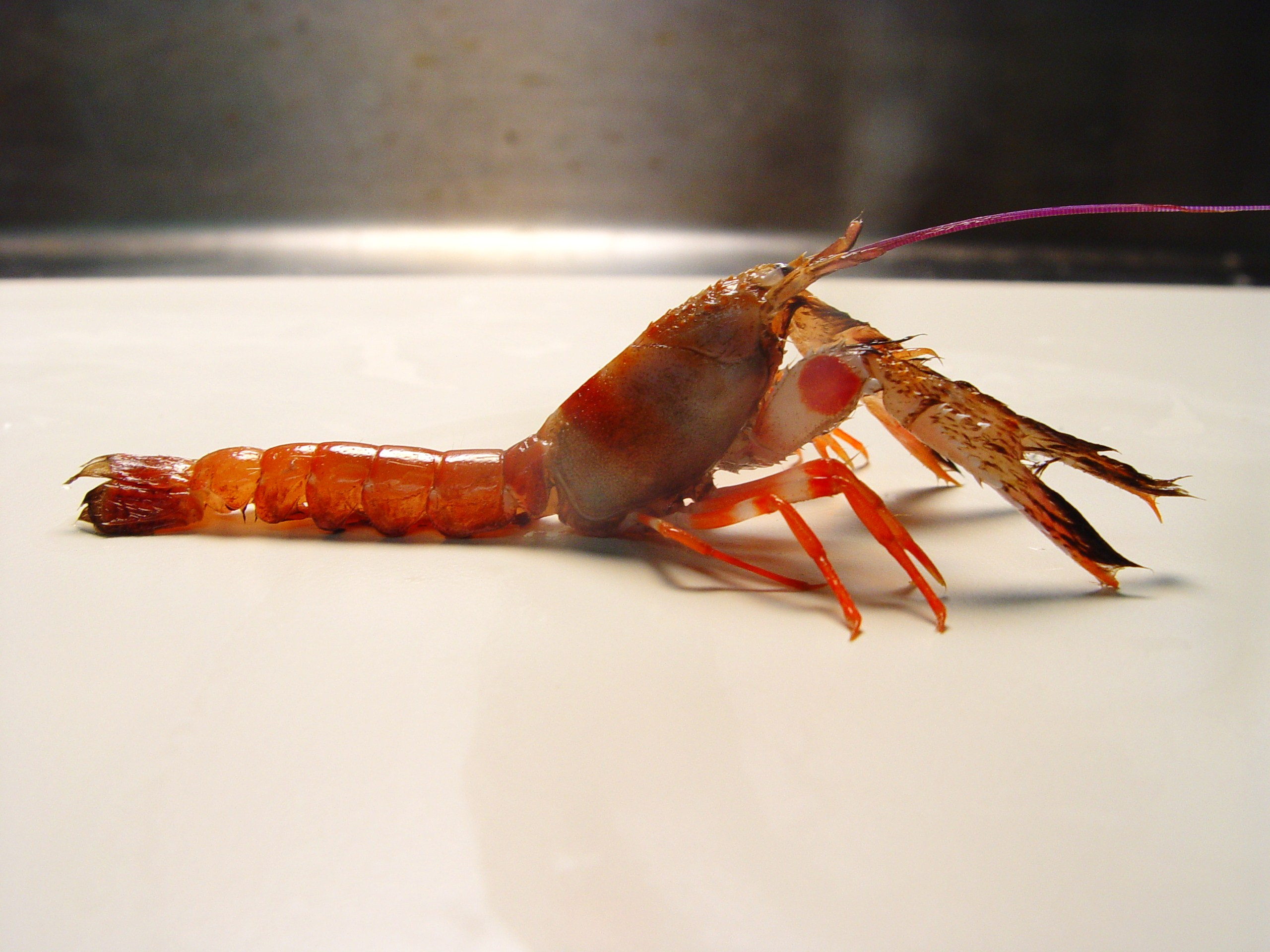
Acanthaxius hirsutimanus

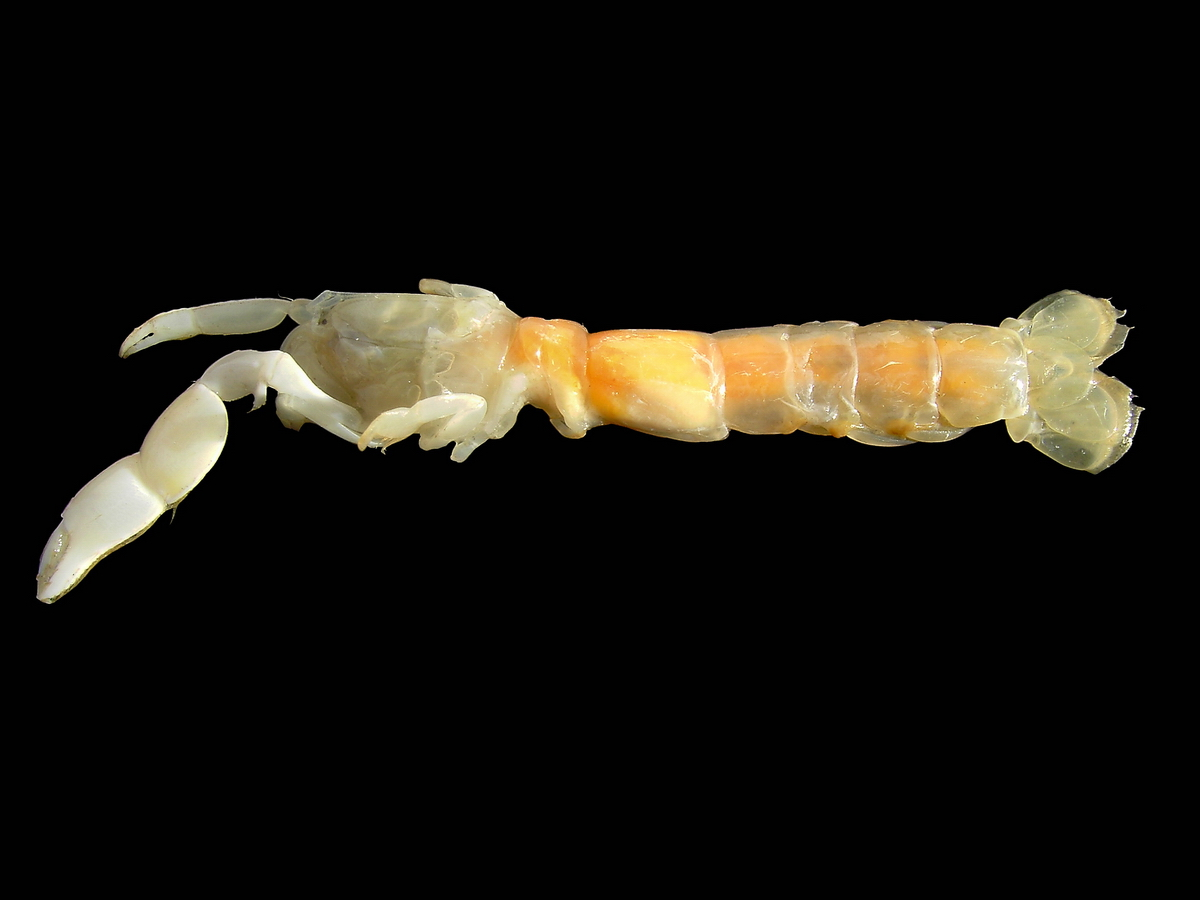
Pestarella tyrrhena

Die Thalassinidea, auch Maulwurfkrebse genannt, waren eine paraphyletische Teilordnung der Zehnfußkrebse, die auf Grund phylogenetischer Untersuchungen durch die Teilordnungen Axiidea and Gebiidea ersetzt wurde. Unterschiede in der Larvenentwicklung, im Aufbau des Kaumagens und in der Ausprägung der Scheren am zweiten Schreitbeinpaar stützen diese Differenzierung.

## Verbreitung und Lebensraum
Thalassinidea leben weltweit in gemäßigten, subtropischen und tropischen Meeren in Tiefen von 0 bis 2000 Metern, wobei die große Mehrheit der Arten nicht unter 200 Metern anzutreffen ist. Das Verbreitungsgebiet erstreckt sich zwischen den Breitengraden 70°N und 55°S, wobei die Artenzahl mit größeren Breitengraden abnimmt.
Krebse dieser Teilordnung leben fast immer extrem verborgen in selbstgegrabenen, manchmal hoch komplexen Höhlensystemen im Schlamm- oder Sandboden. Mit dieser Bioturbation haben sie großen Einfluss auf die Sedimente und die Geochemie des Meeresbodens. Fossile Grabgänge dieser Ordnung heißen Thalassinoides.

## Merkmale
Arten der Thalassinidea ähneln äußerlich den Flusskrebsen (Astacidae). Der Körper ist meist zylindrisch mit einem langgestreckten Pleon. Das Rostrum kann rudimentär vorliegen, oder ist flach und breit. Das Telson besitzt keine Quernaht. Das erste Schreitbeinpaar ist stets ein Cheliped (Scheren tragend), das zweite besitzt häufig Scheren, das dritte nie. Ihre Lebensweise erforderte einige morphologische Anpassungen, u. a. bewegliche Branchiostegite (Seitenränder des Carapax), um den Kiemen unter der Erde frisches Wasser zuführen zu können.

## Systematik
Die Thalassinidea wurden in die folgenden Überfamilien und Familien gegliedert:
- Thalassinoidea
  - Schlammhummer (Thalassinidae)
- Callianassoidea
  - Geistergarnelen (Callianassidae)
  - Callianideidae
  - Ctenochelidae
  - Laomediidae
  - Thomassiniidae
  - Upogebiidae
- Axioidea
  - Axiidae
  - Calocarididae
  - Micheleidae
  - Strahlaxiidae